# Šumarice
Šumarice (serbisch-kyrillisch Шумарице) ist eine zur Opština (Gemeinde) Kraljevo gehörige Ortschaft im Südwesten Zentralserbiens. Sie liegt einige Kilometer östlich von Kraljevo am Zusammenfluss von Ibar und Westlicher Morava. Der Ort zählte gemäß der Volkszählung im Jahr 2011 rund 500 Einwohner.